# Doe Zo Voort
Doe Zo Voort is een Belgische serie bedacht en geschreven door Lukas Lelie en geregisseerd door Jan Eelen en Jelle Gordyn. De acht afleveringen spelen zich af in een klaslokaal waar een meester, gespeeld door Lelie, oudercontacten heeft met de ouders van kinderen uit het tweede leerjaar. Elke aflevering bestaat uit verschillende korte sketches, telkens met andere ouders, maar vaak wel verbonden door bepaalde gebeurtenissen. De serie werd opgenomen in augustus en november 2021 en was vanaf 1 april 2022 te zien op Streamz. Het is een productie van Woestijnvis.

## Afleveringen
| Aflevering | Gastacteurs |
| ---------- | --- |
| 1          | Ikram Aoulad, Bart Hollanders, Eline Kuppens, Rik Van Geel & Dominique Van Malder                                             |
| 2          | Janne Desmet, Finn Hermans, Jonas Leemans, Ilse Mariën, Liesa Naert & Iwein Segers                                            |
| 3          | Wouter Bruneel, Annelies De Nil, Rilke Eyckermans, Greg Timmermans & Robrecht Vanden Thoren                                   |
| 4          | Bert Janssens, Rember Lutz, Singh Meenu, Sofie Palmers & Joke Sluydts                                                         |
| 5          | Ilse de Koe, Flor Decleir, Salahdine Ibnou Kacemi, Gamisa Kallouch, Ella Leyers & Sarah Vandeursen                            |
| 6          | Wannes Cappelle, Femke Heijens, Nico Sturm & Isabelle Van Hecke                                                               |
| 7          | David Dermez, Darya Gantura, Sergej Lopouchanski, Oxana Sankova, Charlotte Timmers, Bruno Vanden Broecke & Jessa Wildemeersch |
| 8          | Maya Albert, Jennifer Heylen, Steven Mahieu, Dominique Van Malder, Bart Van Peer & Bram Verrecas                              |

## Ontvangst
De serie werd veelal goed ontvangen, met een beoordeling van 7,5/10 op IMDb. Humo vergeleek Lelies acteerprestatie met Ricky Gervais en zag veel positieve sketches, maar bestempelde de serie in zijn geheel als "aangename middelmatigheid". Lelie had al aangegeven dat de serie geïnspireerd is door Extras, een serie van onder andere Gervais. Doe Zo Voort werd genomineerd in de categorie "online fictie" op De Jamies, maar wist deze niet te winnen.